# Ulak Pandan (Kisam Tinggi)
Ulak Pandan is een bestuurslaag in het regentschap Ogan Komering Ulu Selatan van de provincie Zuid-Sumatra, Indonesië. Ulak Pandan telt 978 inwoners (volkstelling 2010).